# Panthera onca augusta
Panthera onca augusta és una subespècie extinta de jaguar que visqué a Nord-amèrica durant el Plistocè.

## Descripció
Legendra i Roth estudiaren la massa corporal de dos espècimens. S'estimà el pes del primer espècimen en 34,9 kg i el pes del segon en 97 kg.